# Pieter Ghyllebert
Pieter Ghyllebert, né le 13 juin 1982 à Ostende, est un coureur cycliste belge.

## Biographie
Pieter Ghyllebert est le fils de Johan Ghyllebert (nl), coureur de cyclo-cross dans les années 1980. Il commence sa carrière en 2005 avec l'équipe Chocolade Jacques-Topsport Vlaanderen, devenue Topsport Vlaanderen en 2008. Il compte deux victoires : une étape du Tour d'Autriche en 2006 et une étape du Tour Down Under 2007.

## Palmarès
- 2004
  - 2e de l'Internatie Reningelst
  - 2e du Circuit du Pévèle
- 2006
  - 4e étape du Tour d'Autriche
- 2007
  - 4e étape du Tour Down Under
- 2008
  - 3e du Grand Prix Beeckman-De Caluwé
- 2010
  - 3e de l'Étoile de Bessèges

## Classements mondiaux
| Année            | 2006 | 2007 | 2008 | 2009 | 2010 | 2011 |
| ---------------- | ---- | ---- | ---- | ---- | ---- | ---- |
| UCI Europe Tour  | 303e | 698e |      | 469e | 276e | 608e |
| UCI Oceania Tour |      | 17e  |      |      |      |      |